# Carlos Enrique Herrera Gutiérrez
Carlos Enrique Herrera Gutiérrez, O.F.M. (Managua, 21 de diciembre de 1948) es un obispo católico perteneciente a la Orden Franciscana y es actualmente el Obispo de la Diócesis de Jinotega. Es el presidente de la Conferencia Episcopal de Nicaragua (desde noviembre de 2021).

## Biografía[5]
Nació en Managua, el 21 de diciembre de 1948.

### Estudios y títulos obtenidos
- primaria de los años 1958 - 1964 en La Trinidad.
- Secundaria en los años 1964 - 1970 en Matagalpa.
- Estudió administración de agrícola en los años 1970 - 1972 en Estelí.
- Filosofía en el Instituto Filosófico Salesiano, adscrito a la Universidad Francisco Marroquín de Guatemala de 1975-1977 y el último año lo realizó en el Seminario Mayor Nuestra Señora de Fátima de Managua en el año 1981.
- Curso de Especialización en pastoral Familiar en Colombia en el año 1994 y un diplomado en teología Pastoral en el año 2004 en Bogotá Colombia.

### Franciscano
Ingresa en la orden Franciscana de Frailes Menores en el año 1973, realizando su postulantado en ese mismo año en Costa Rica
Realizó su noviciado en Guatemala en el año 1974 emitiendo sus primeros votos religiosos en enero de 1975.
La profesión Solemne fue el 6 de enero de 1980 en la Iglesia San Rafael del Norte, con la presencia del siervo de Dios fray Odorico D'Andrea.

### Sacerdote
Ordenado presbítero el 10 de enero de 1982 en la Iglesia San José de la ciudad de Matagalpa, de manos de Mons. Julián Luis Barni Spotti.

#### Cargos
- Párroco en la Iglesia Nuestra Señora de Fátima de la Arquidiócesis en Managua.
- Miembro del Consejo Presbiteral de esa Arquidiócesis en los años 1982-1988.
- Director del Colegio San Francisco de Asís en Juigalpa 1989-1991.
- Rector de la Iglesia San Francisco de León durante los años 1991-1993.
- Párroco de San Pedro ciudad Darío entre el 1994 y el año 2000 -2003.
- Director del Instituto San Francisco de Asís de la ciudad de Matagalpa y el año 2003.
- Párroco de la Iglesia San José en esa misma ciudad.
- Párroco de San Rafael del Norte durante los últimos cuatro meses del presente año.

## Obispo

### Nombramiento
Fue nombrado II obispo de Jinotega el 10 de mayo de 2005 por el Papa Benedicto XVI.

### Consagración
Fue ordenado obispo el 24 de junio de 2005. Los obispos Consagrantes fueron:
| - Consagrante principal: - Arzobispo Leopoldo José Brenes Solórzano Arzobispo de Managua - Principales Co-consagrantes: - Arzobispo Jean-Paul Aimé Gobel Arzobispo titular de Calatia - † Obispo Pedro Lisímaco de Jesús Vílchez prelado de Jinotega |

## Sucesión de cargos como obispo
| Predecesor: Mons. Pedro Lisímaco de Jesús Vílchez | II Obispo de Jinotega 10 de mayo de 2005 - Hasta la fecha | Sucesor: En el cargo |

## Destierro
Fue desterrado a Guatemala la noche del 13 de noviembre de 2024 después de que, en la santa eucaristía dominical del 10 de noviembre, calificara de “sacrílego” al alcalde sandinista de Jinotega, Leonidas Centeno, por interrumpir la misa con un alto volumen emitido por unos parlantes que habían colocado frente a la catedral de Jinotega.